# 北艾尔郡
北艾尔郡（英語：North Ayrshire），是英国苏格兰的32个一级行政区之一，辖区包括大坎布雷島、小坎布雷島和克莱德湾第一大岛阿倫島。面积885km²，人口（2019年中）為135,280。地区的行政中心在歐文（Irvine），最大城市包括歐文和基爾溫寧。
本郡位於蘇格蘭中央低地西部，北部與因弗克萊德相鄰、東北部與倫弗魯郡和東倫弗魯郡相鄰，東及南部則分別與東艾尔郡和南艾尔郡相鄰。

## 地理
本郡地处苏格兰中部、西邊面向大西洋克萊德灣。大小坎布雷島西部對岸為比特島，阿倫島西部對岸則是琴泰岬半島。
本郡的最大城市俄溫則位於俄溫河下游近河口處。

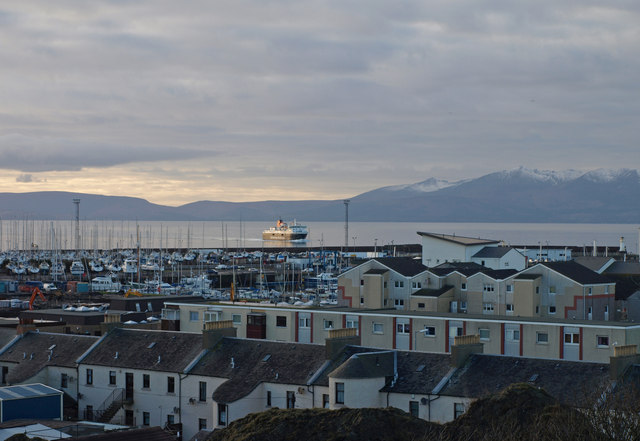
Ardossan鎮
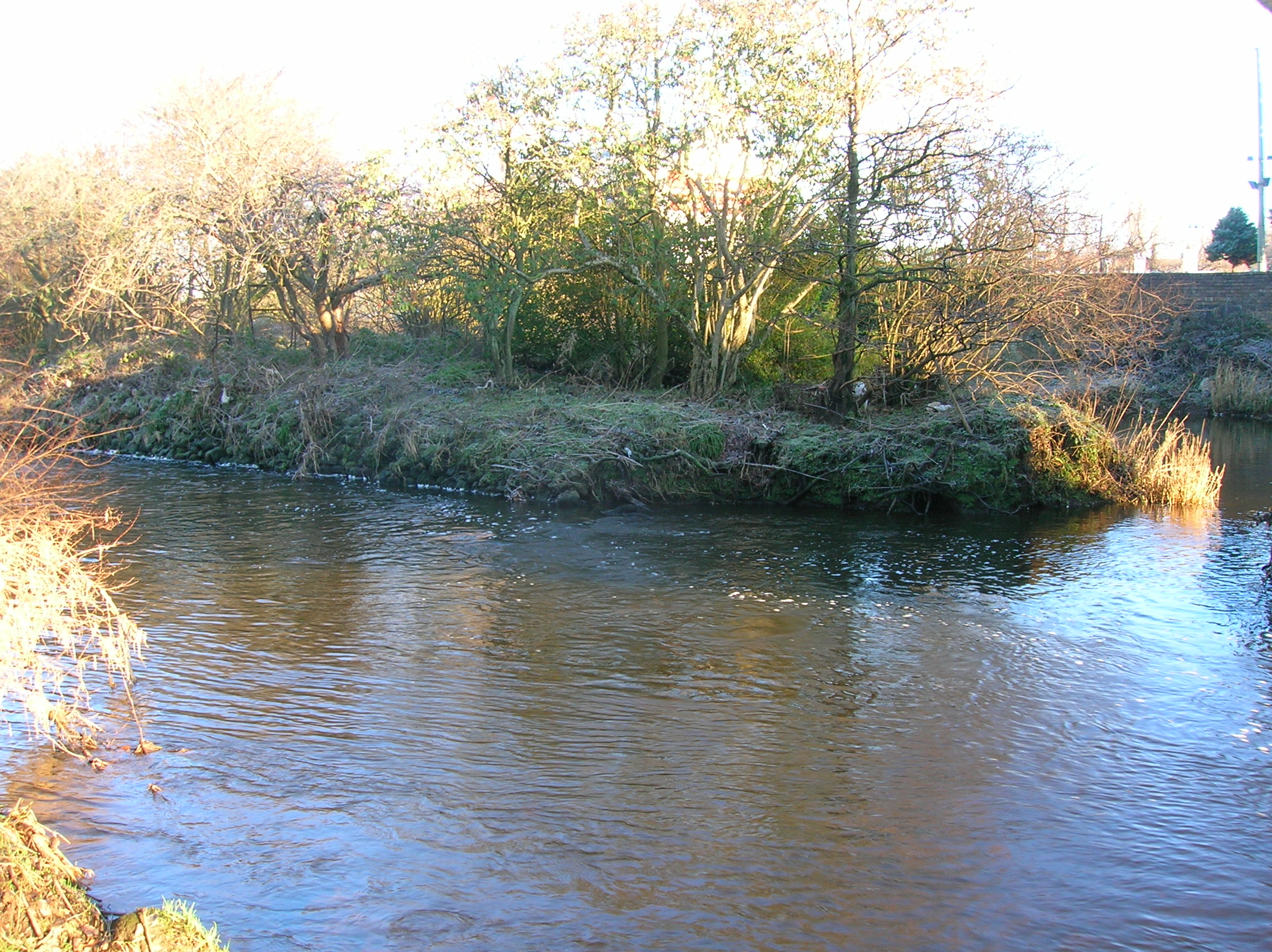
位於基爾溫寧、俄溫河支流Garnock河中央的小島
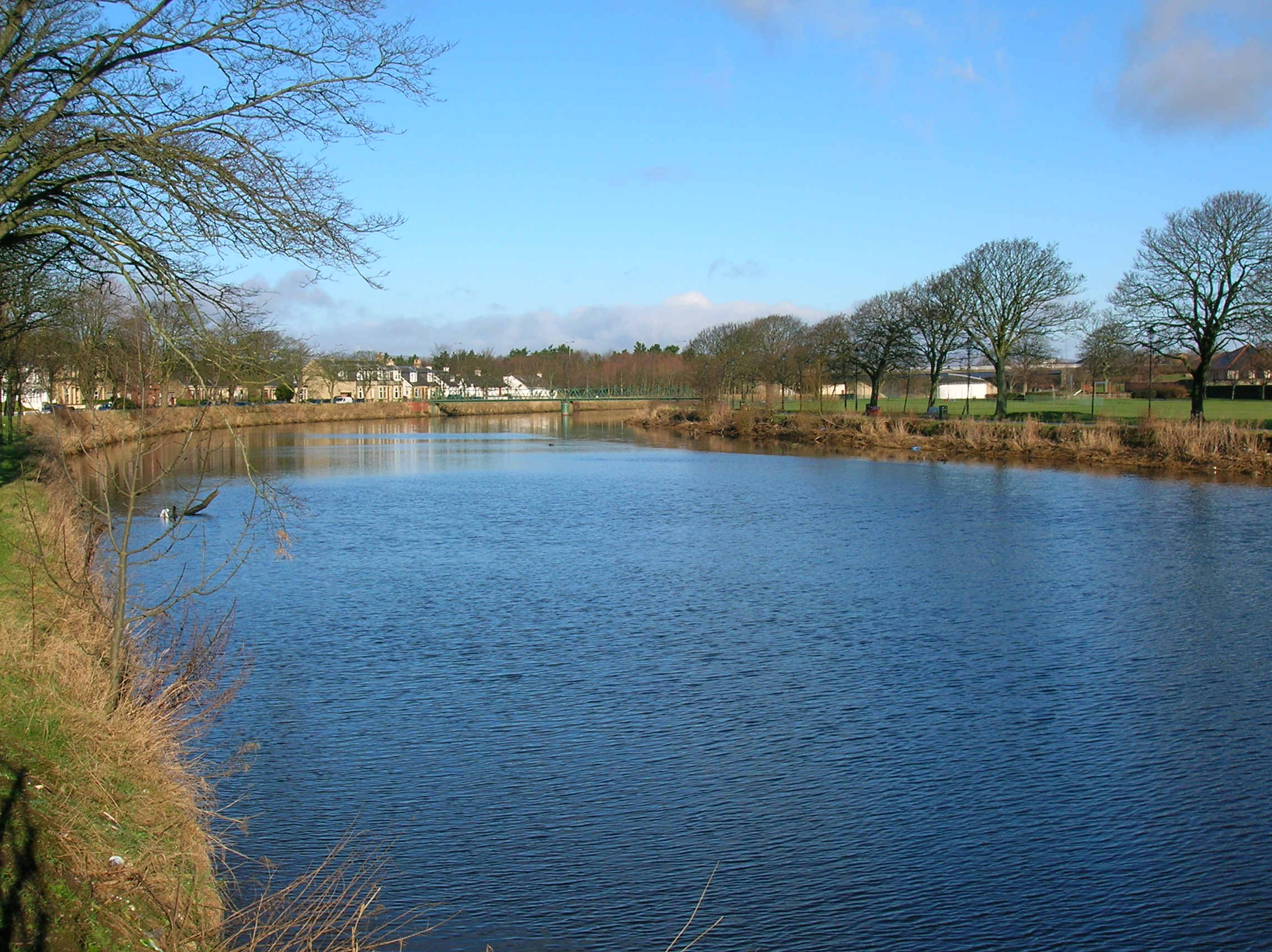
俄溫河下游（位於俄溫）
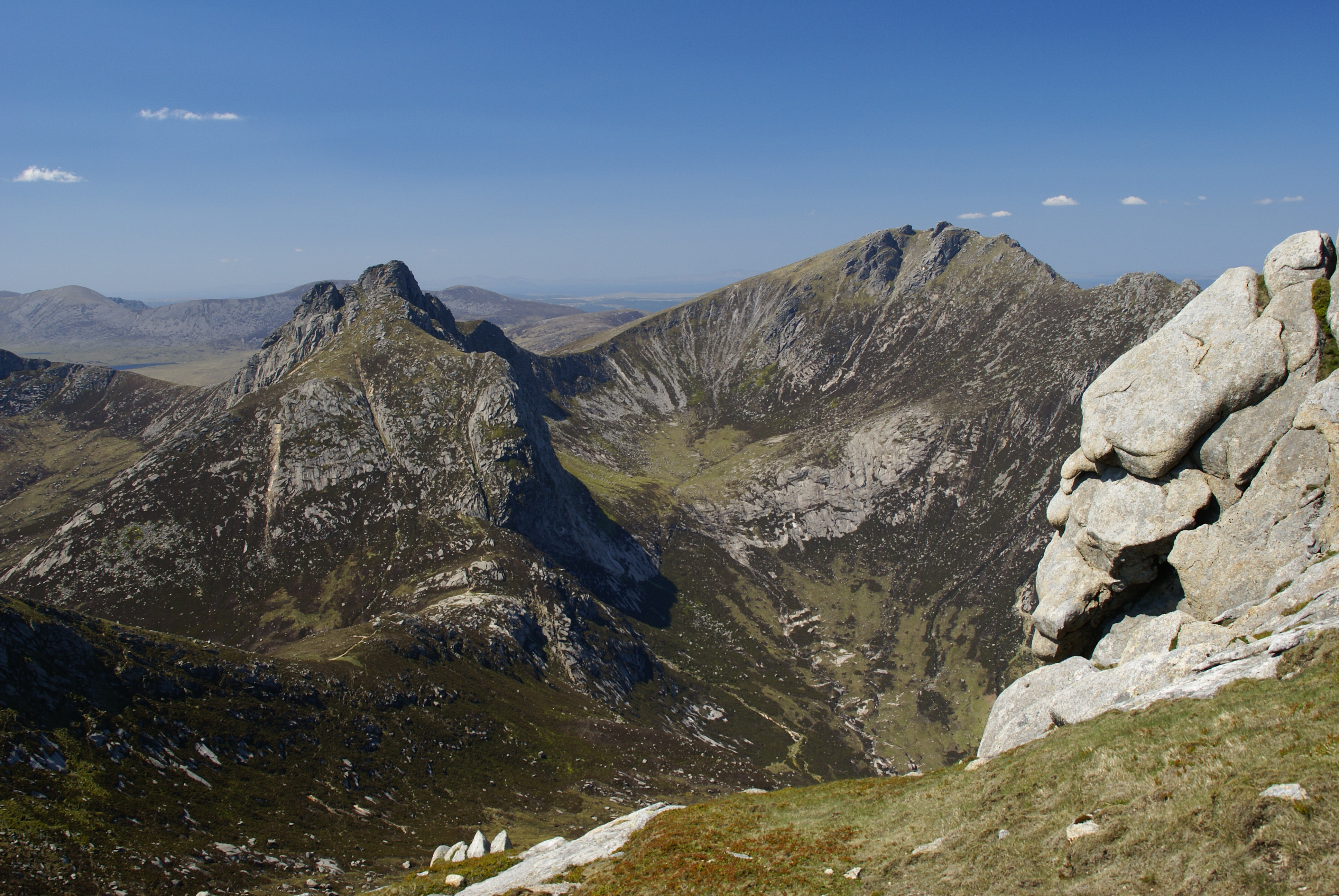
阿倫島上的Cìr Mhòr和Caisteal Abhail山
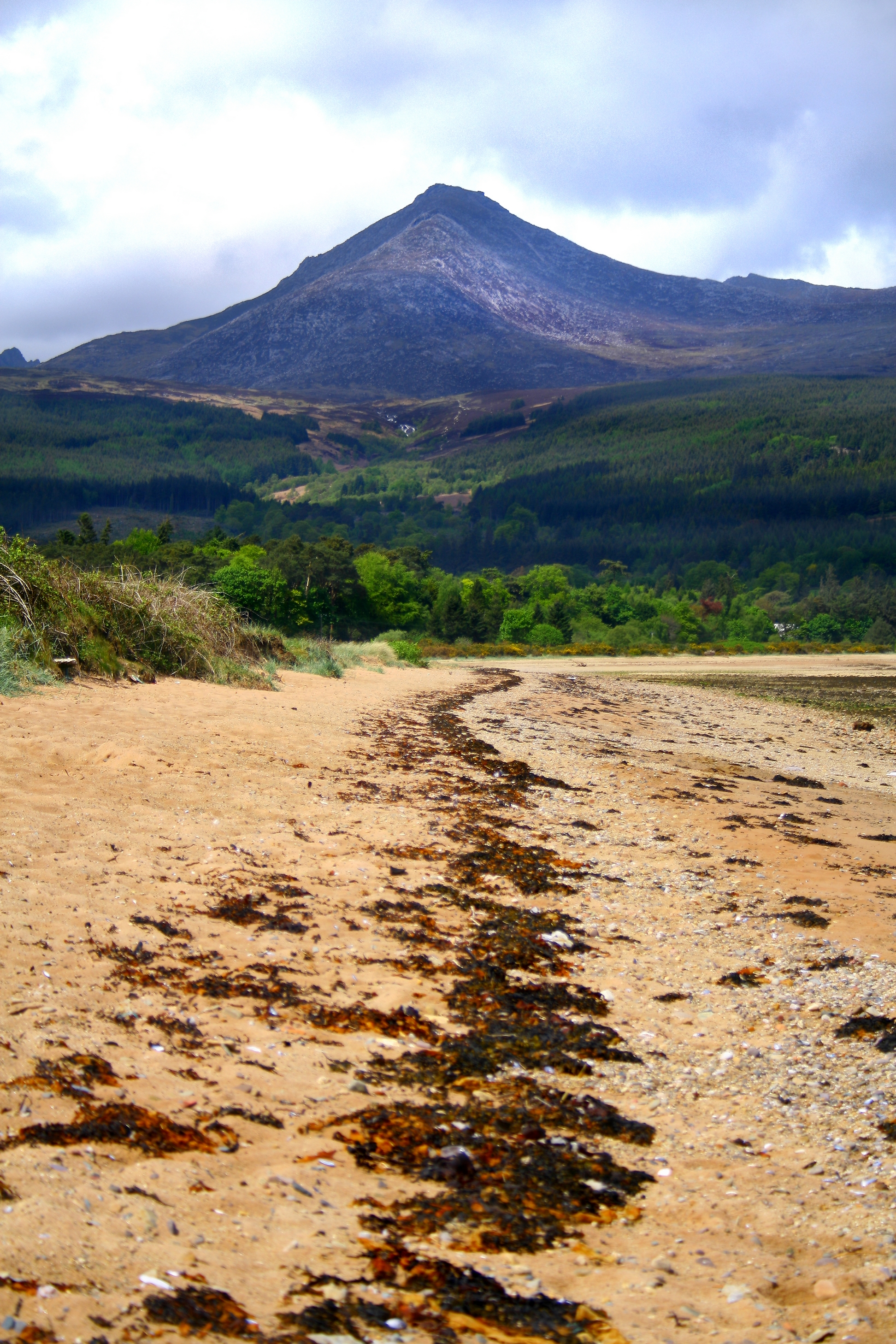
阿倫島的最高峰Goat Fell，高達874米

## 歷史
本郡位於蘇格蘭本土的部分屬於原艾爾郡的最北部；本郡的所屬島嶼則於1975年前曾隸屬於比特郡（Buteshire）。
本郡於1996年成立。郡議會則於1997年建立，議會大樓坐落於最大城市俄溫。本郡幾乎一半的面積均是阿倫島，但只有4%常住人口於該島上居住。格拉斯哥伯爵的居所亦位於本郡。

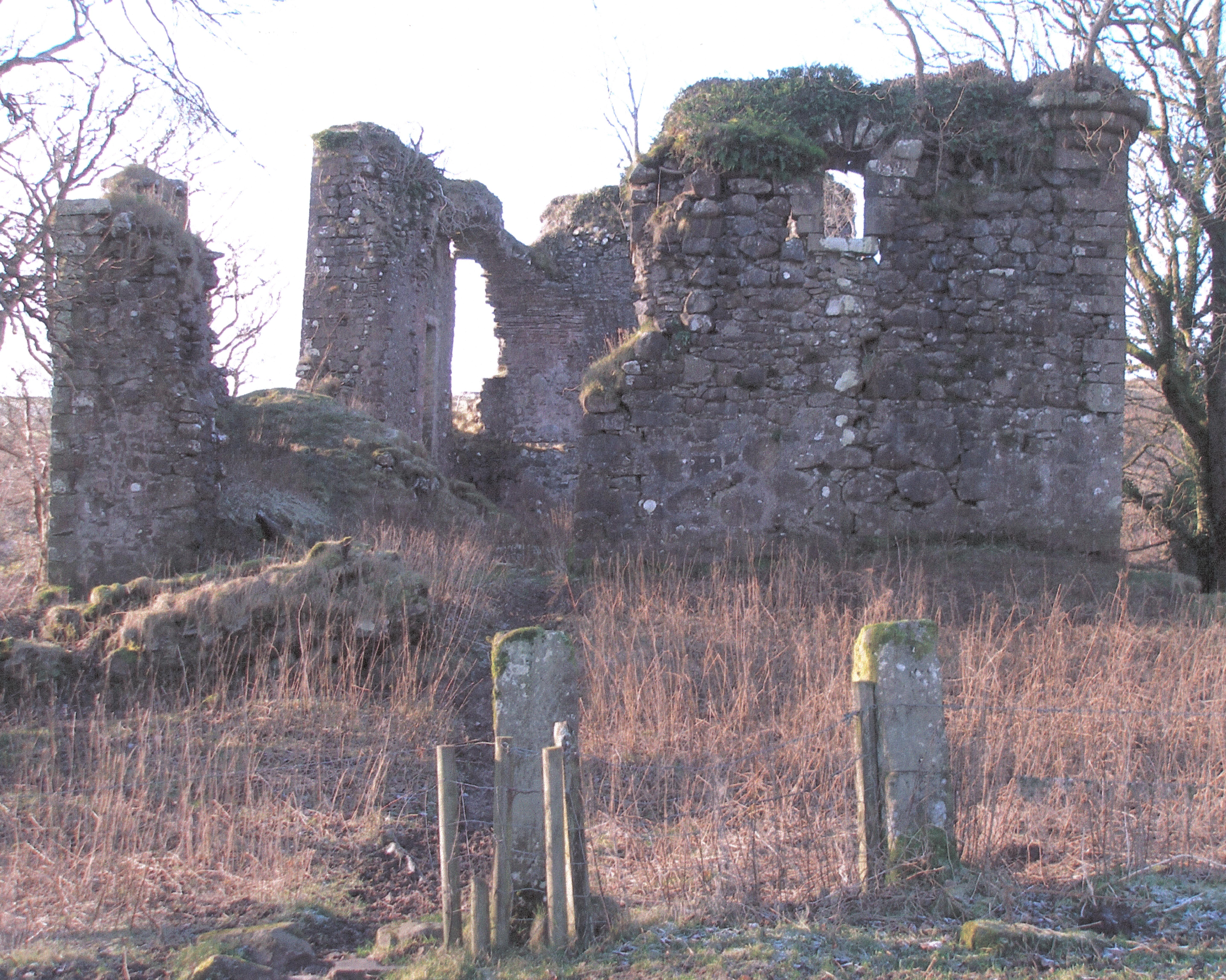
建於15世紀的Glengarnock城堡遺址
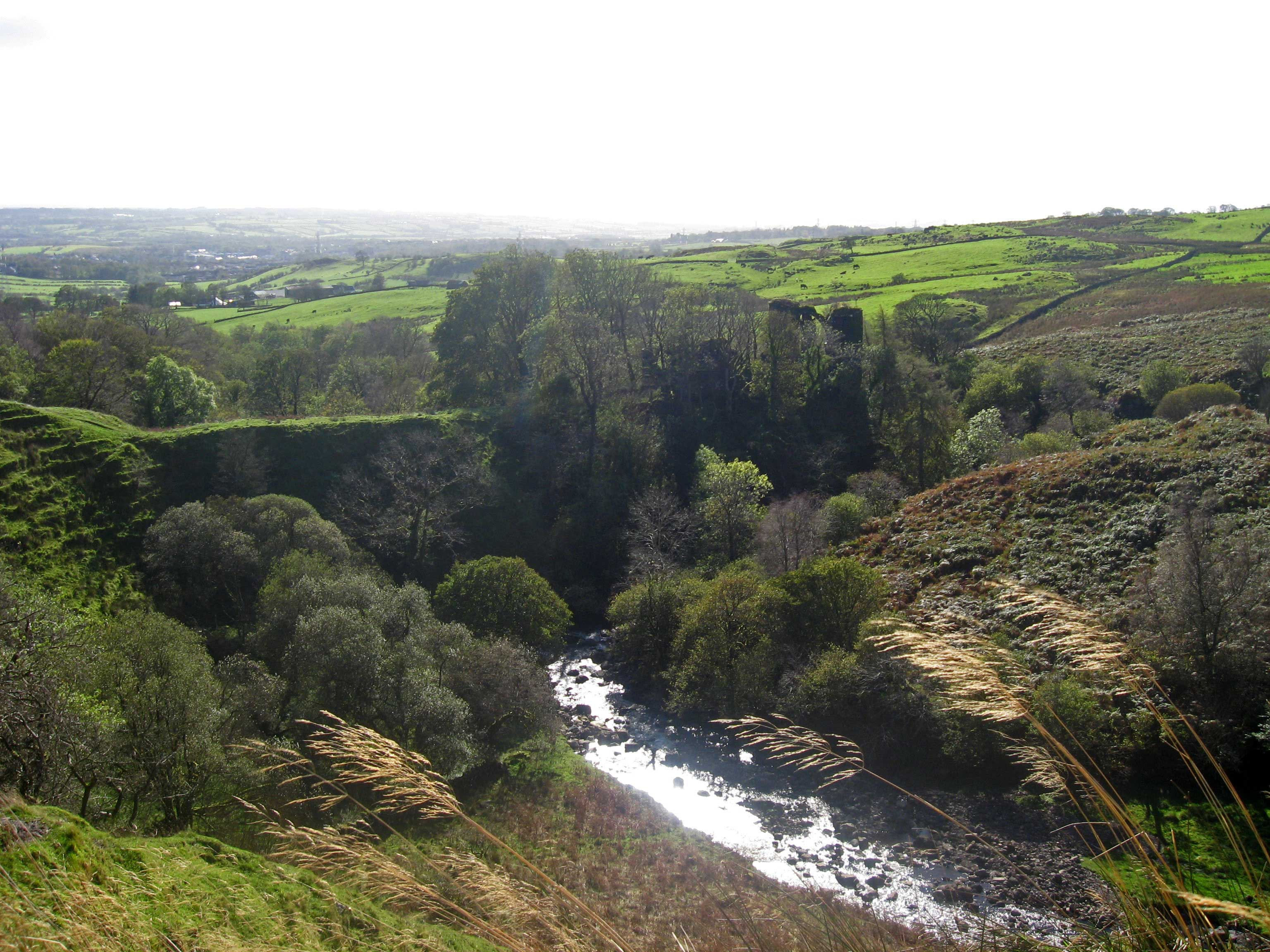
Glengarnock城堡位於Garnock河谷上方一處高地上
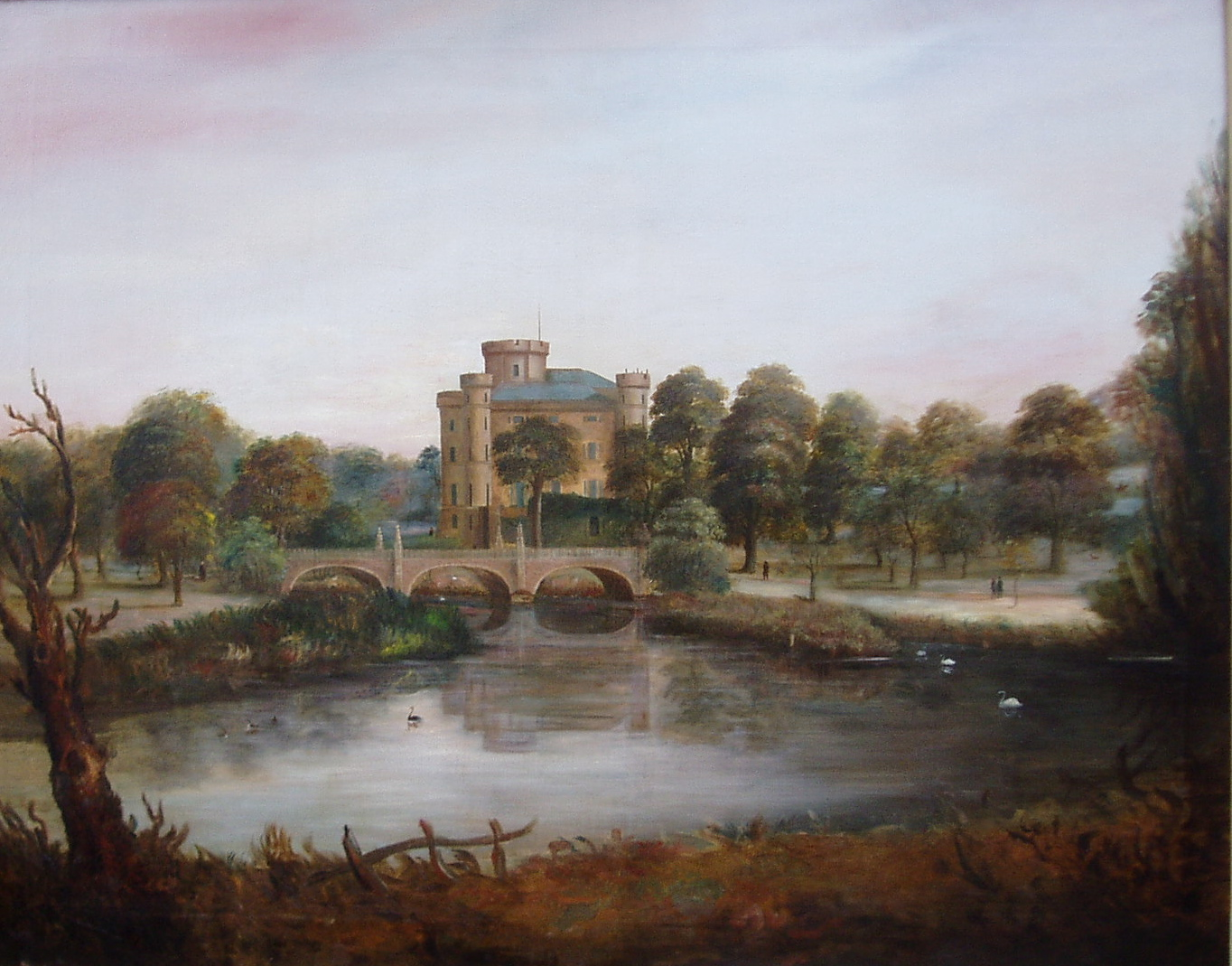
約1830年時的艾靈頓城堡，此城堡鄰近基爾溫寧，曾是艾靈頓伯爵（Earl of Eglinton）的居所
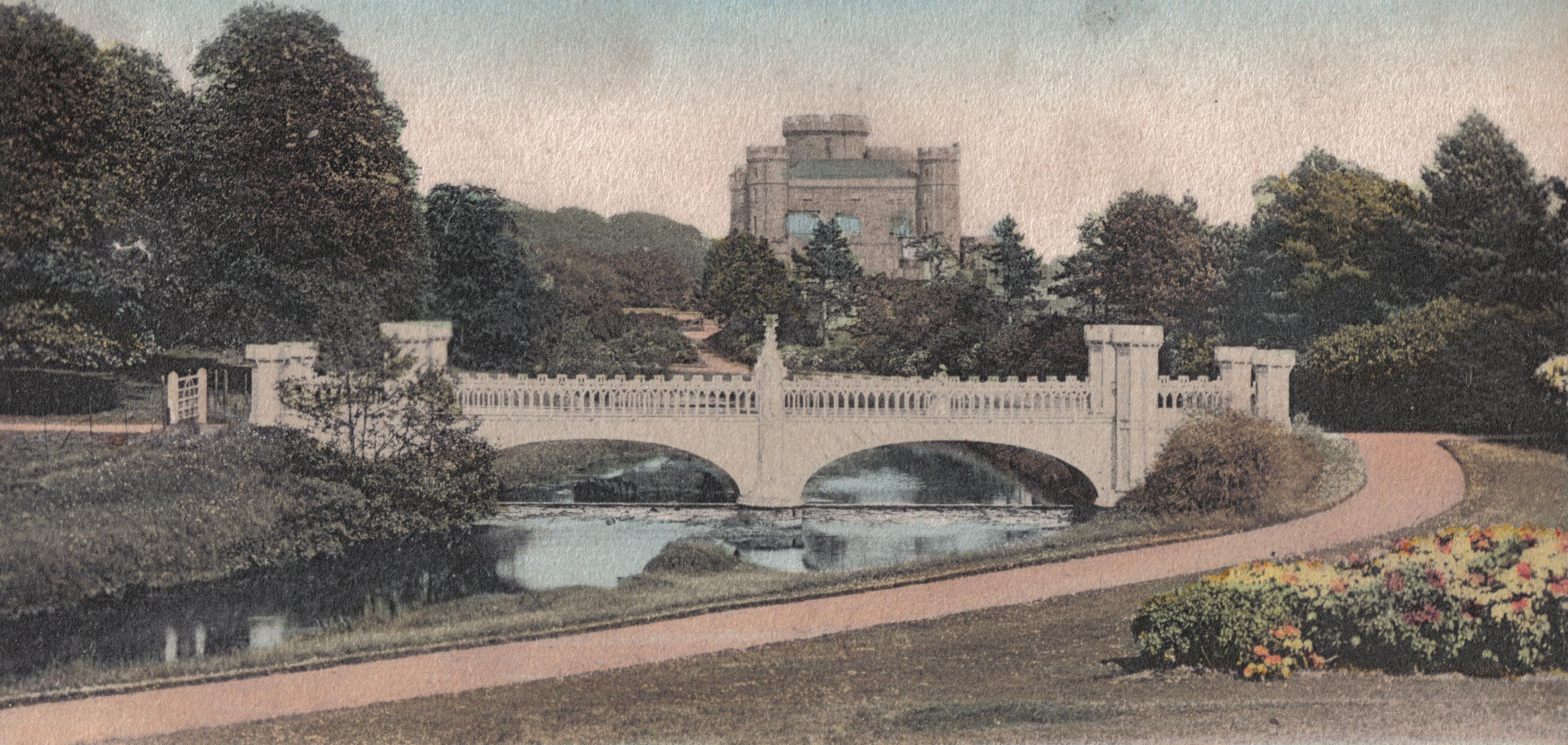
1905年時、位於艾靈頓城堡旁的一座橋
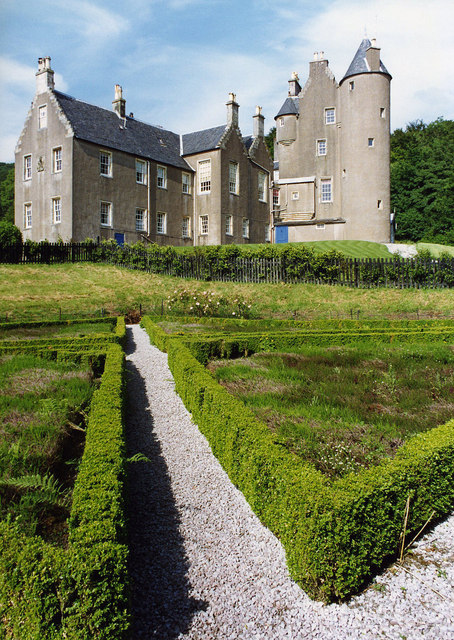
格拉斯哥伯爵的居所Kelburn城堡

## 經濟
本郡的失業率略高於蘇格蘭平均值。本郡的最大城市俄溫和基爾溫寧均位於本郡東部。阿倫島和大小坎布雷島的主要經濟產業為旅遊業。

## 相片集

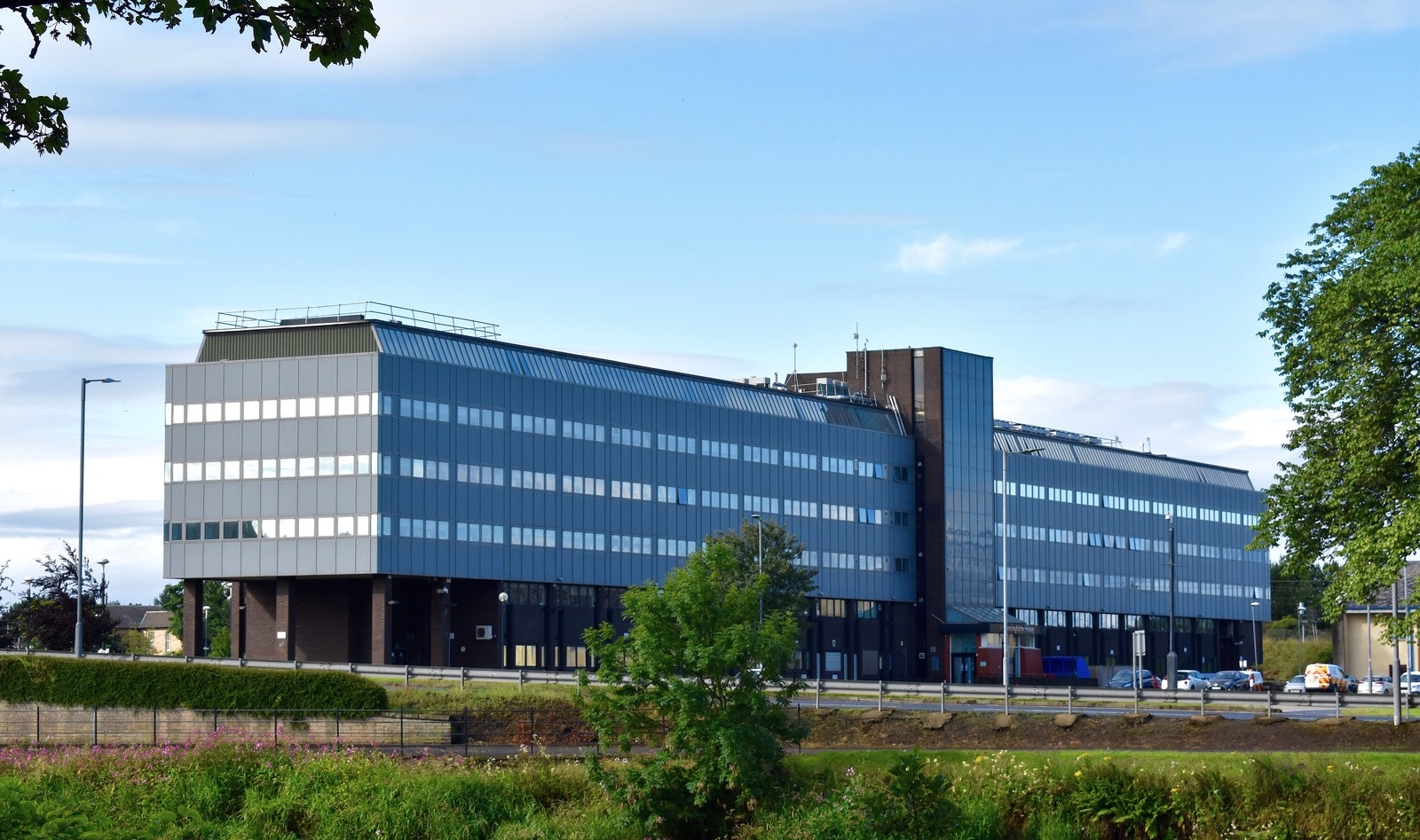
位於俄溫的北艾爾郡議會
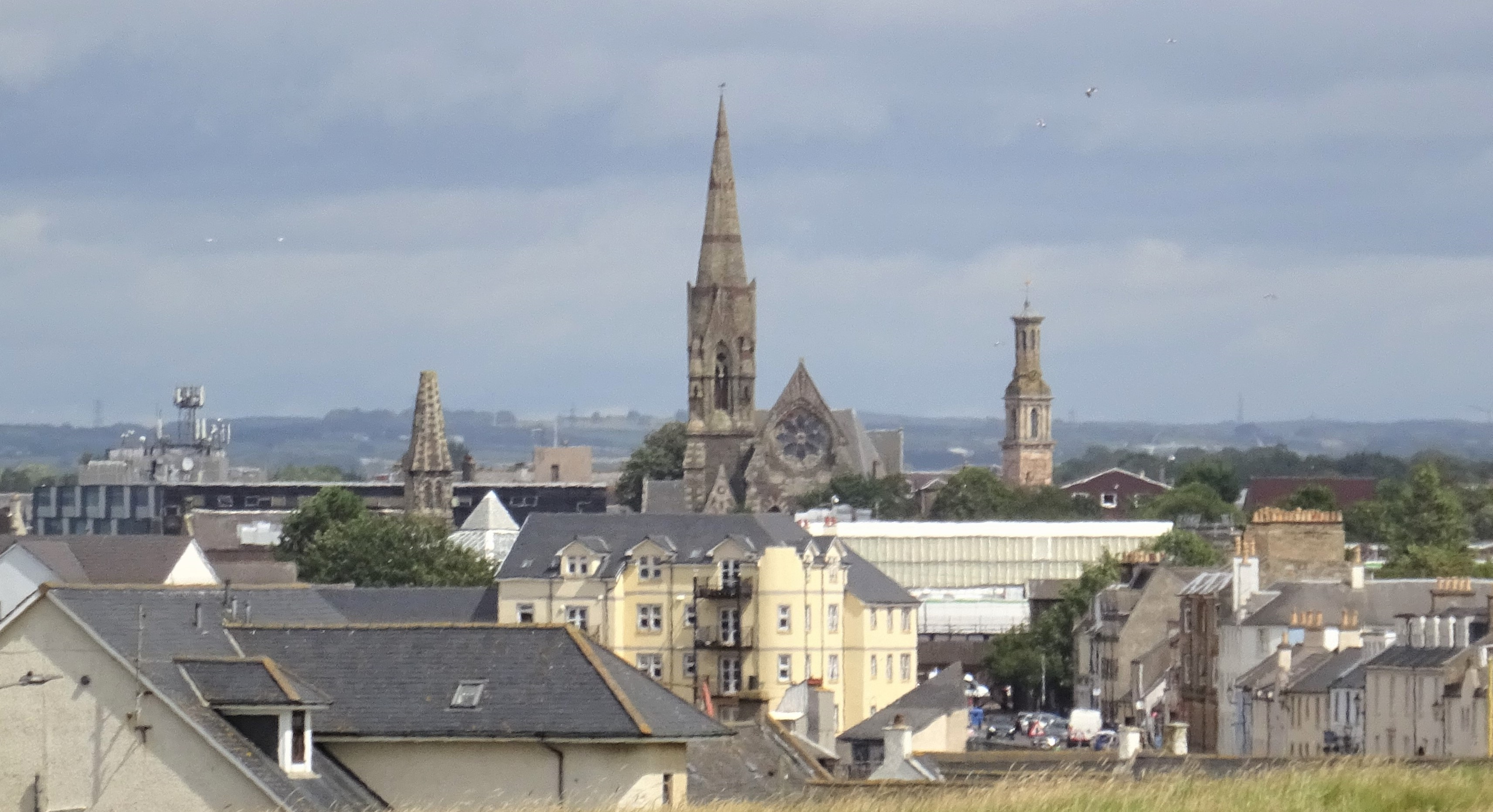
俄溫既是北艾爾郡人口最多的市鎮，亦是行政中心
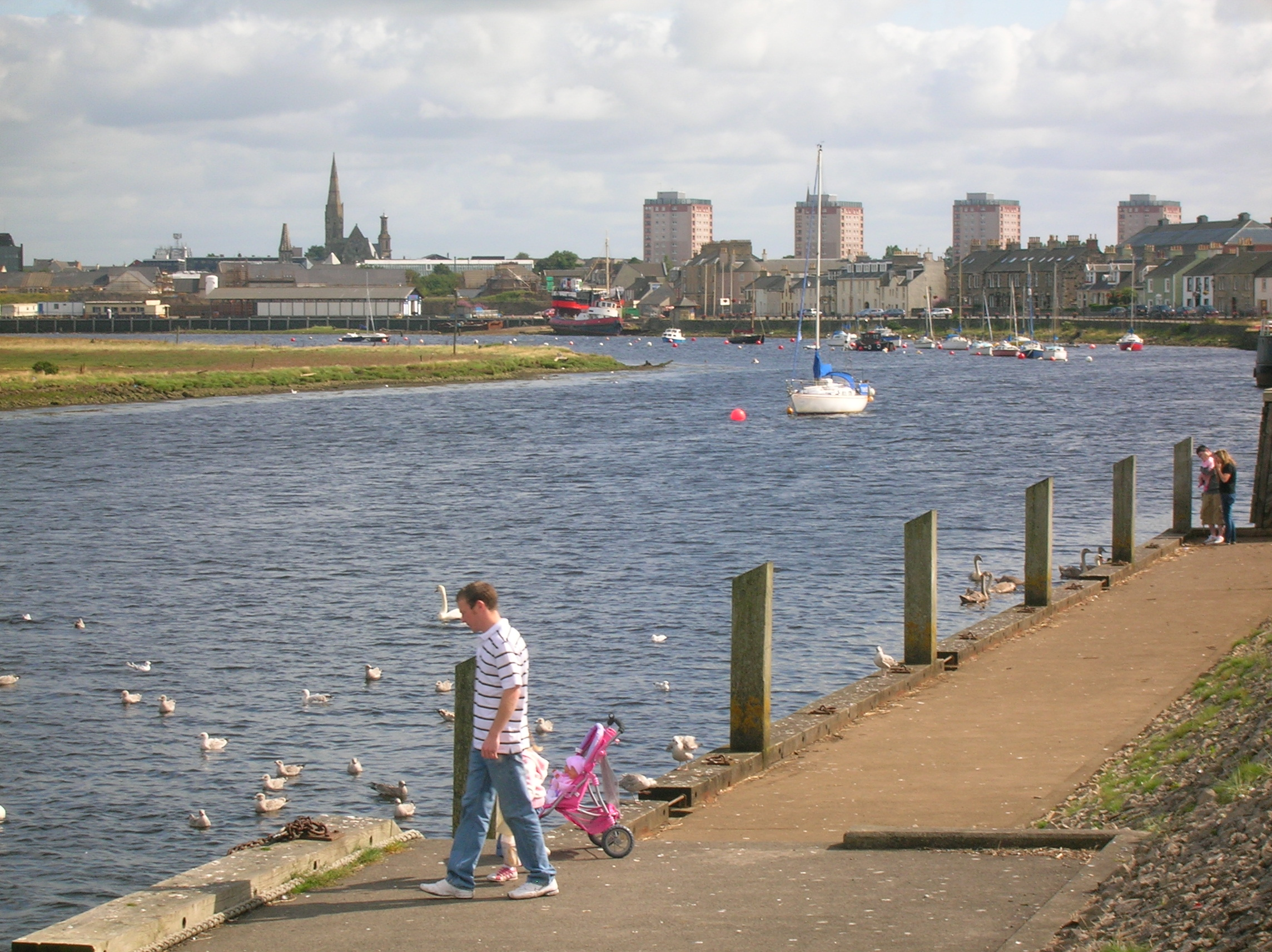
俄溫港
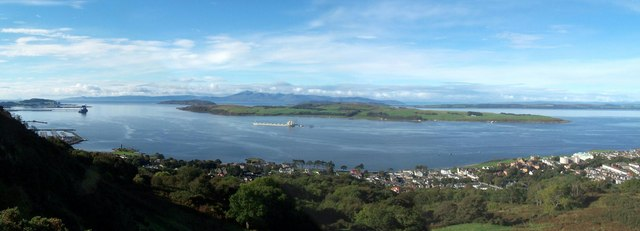
由小鎮Largs望向對岸的大坎布雷島
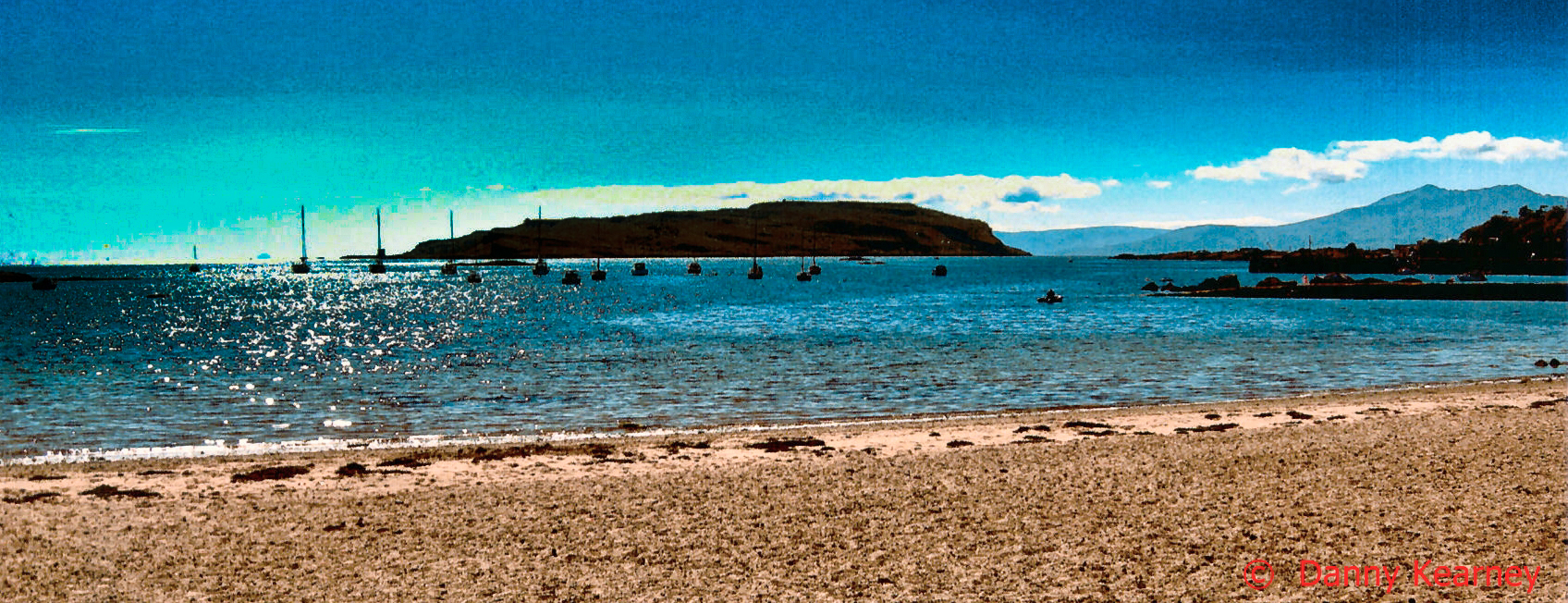
大坎布雷島上的唯一一個鎮Millport的海灣景色，旅遊業是本郡（特別是所屬島嶼）重要的經濟支柱
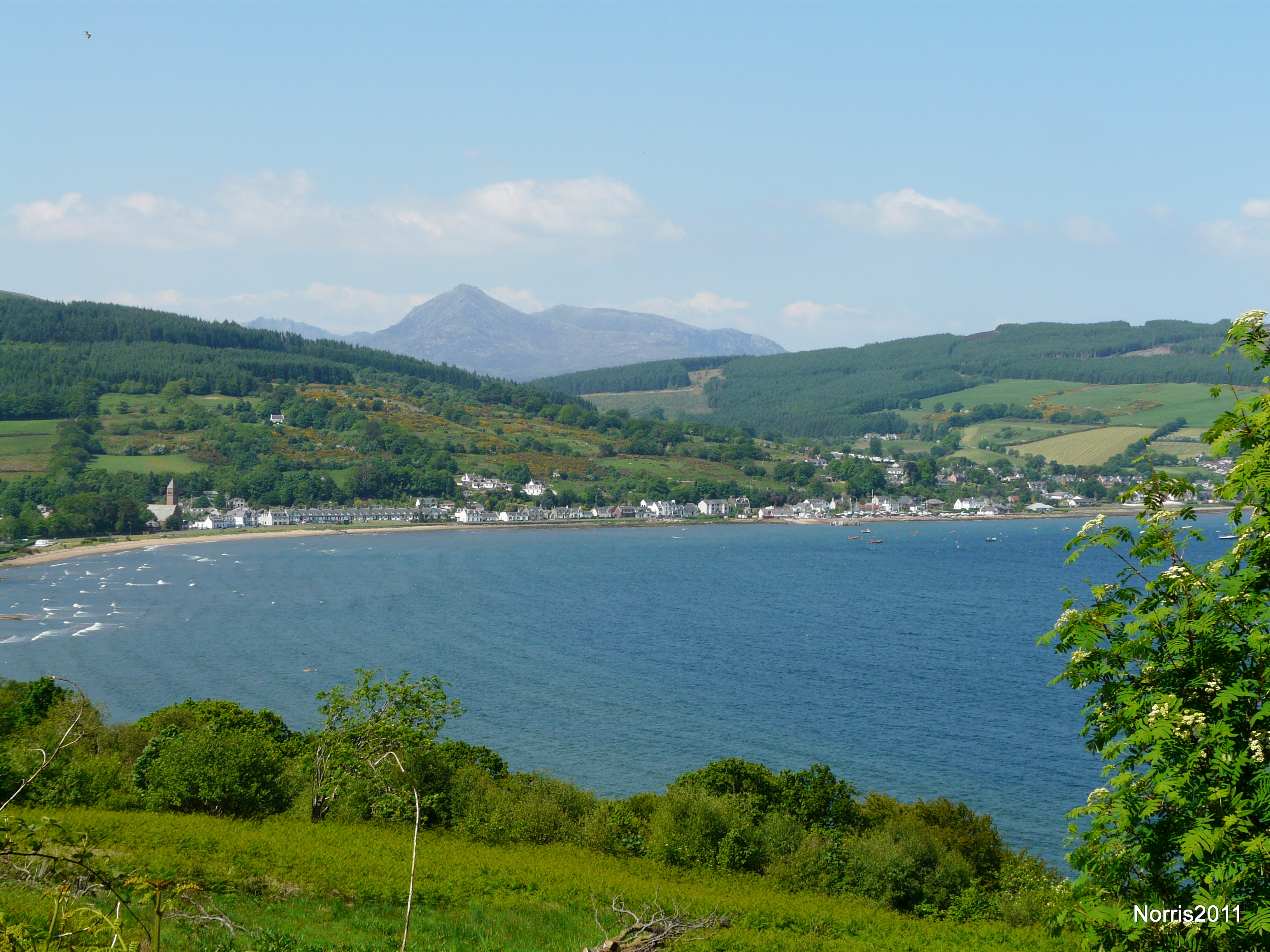
阿倫島上的最大村落Lamlash